# Chelodina colliei
Chelodina colliei là một loài rùa trong họ Chelidae. Loài này được Gray mô tả khoa học đầu tiên năm 1841.

## Hình ảnh

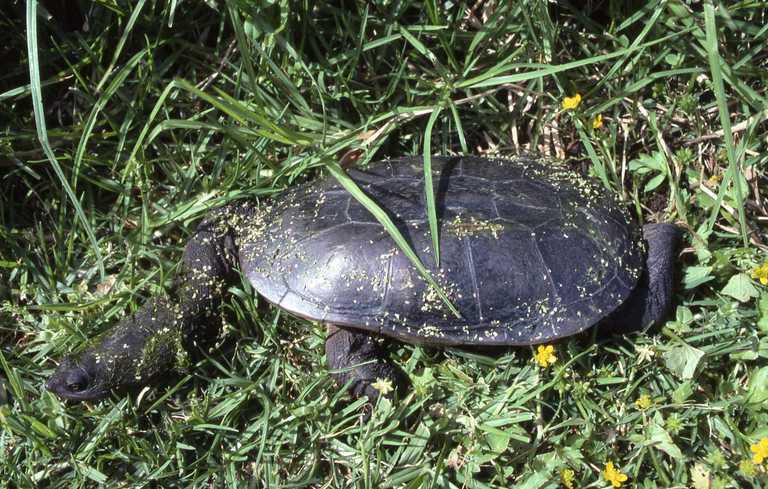
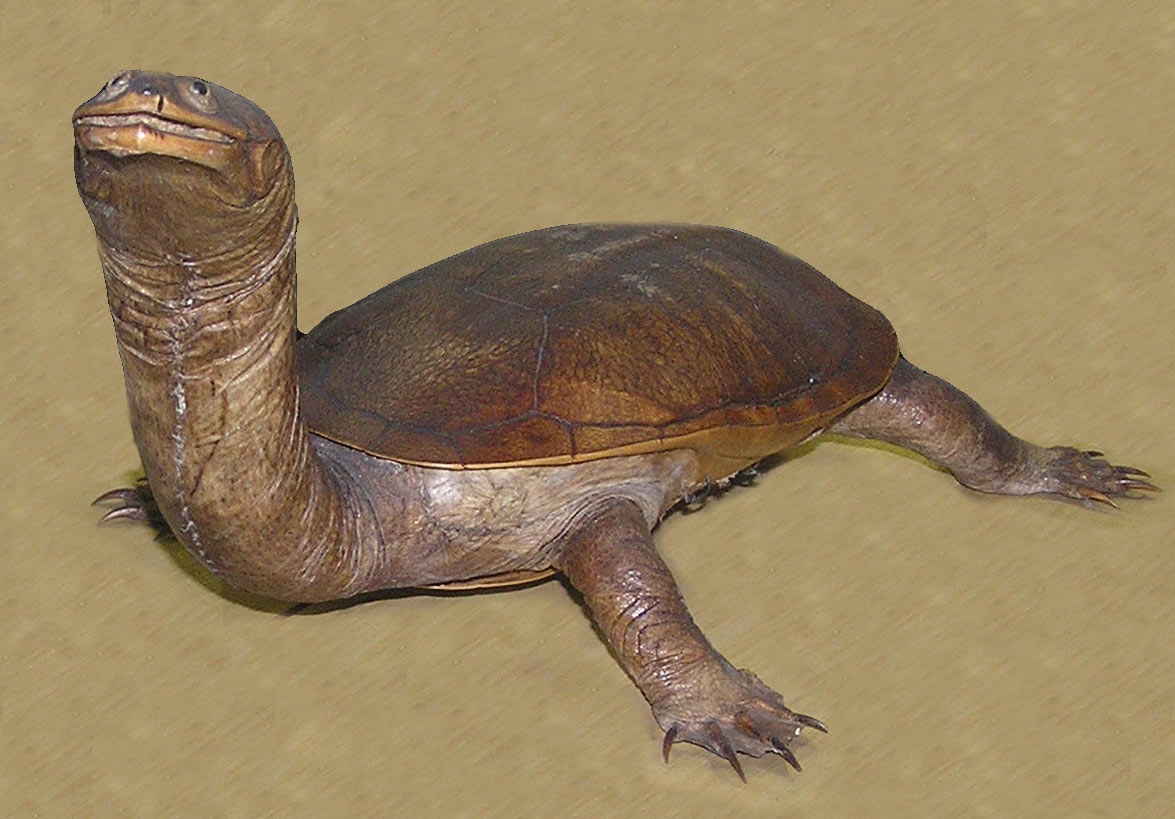
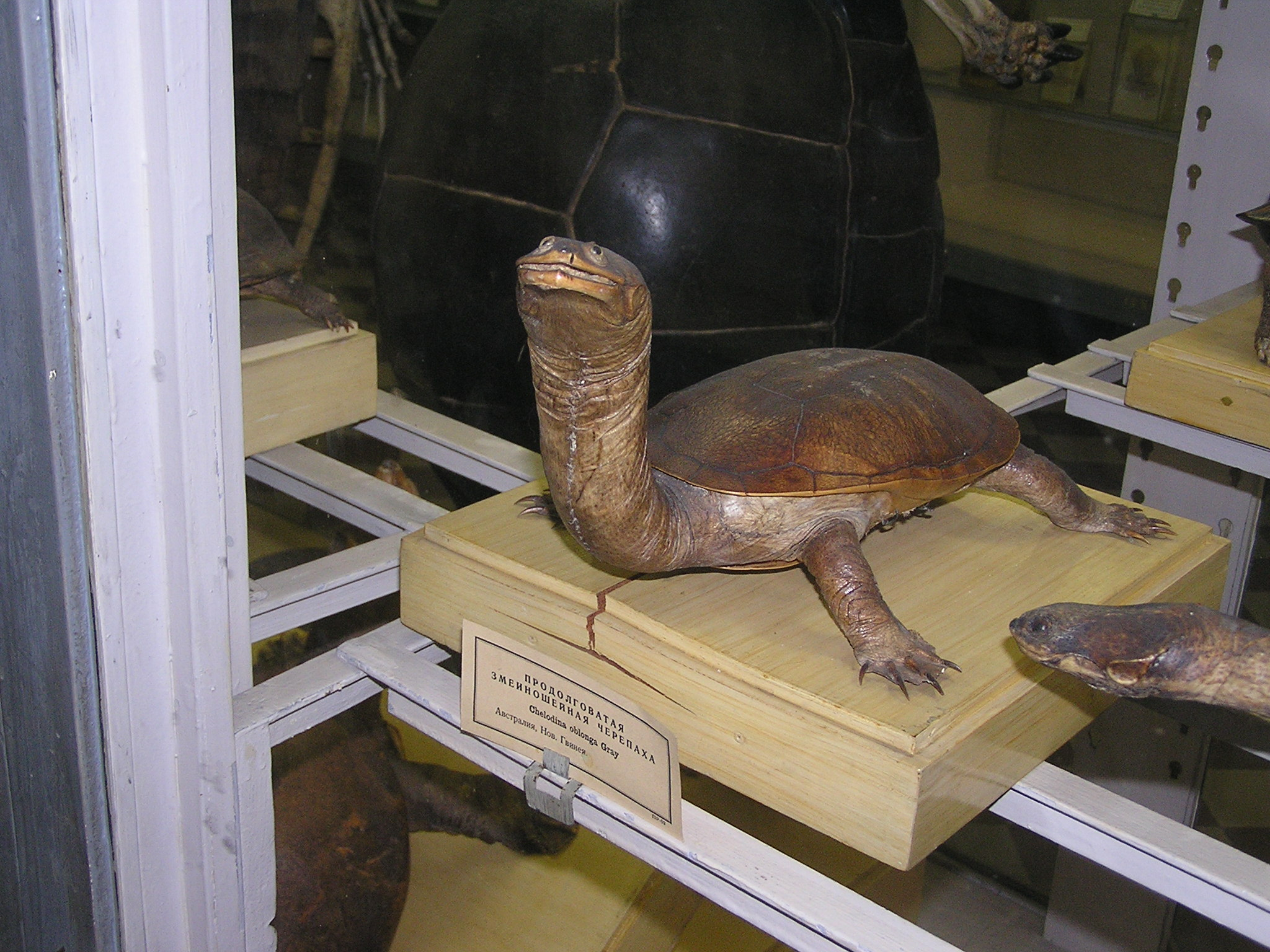